# ケティ・マルハシアン
ケティ・マルハシアン（アルメニア語: Կետտի Մալխասյան, ラテン文字転写例：Ketti Malkhasyan, 1919年3月17日 - 2001年7月28日）は、アルメニアのピアノ奏者。本名はエカテリーナ・アショット・マルハシアン(アルメニア語: Եկատերինա Աշոտի Մալխասյան, ラテン文字転写例：Yekaterina Ashot Malkhasyan)。

## 経歴
1919年、ロシア社会主義連邦ソビエト共和国・トビリシで生まれた。モスクワ音楽院でコンスタンチン・イグームノフに師事し、1941年に卒業した。
1942年からトビリシ音楽院のピアノ講師を務め、1947年からエレバン音楽院に転出。1967年にアルメニア政府から名誉芸術家の称号を贈られた。2001年にエレバンにて死去。